# Bjølstad
Bjølstad is een plaats in de Noorse gemeente Sel, provincie Innlandet. Bjølstad telt 316 inwoners (2007) en heeft een oppervlakte van 0,44 km². Bjølstad ligt in hetzelfde dal als Heidal. Het dorp had vroeger een eigen kerk, maar deze werd niet meer gebruikt nadat in Heidal een nieuwe kerk in gebruikt was genomen. In 1962 werd de oude kerk afgebroken en opnieuw opgebouwd naast de kerk van Heidal. 